# Asa Hartford
Richard Hartford, mais conhecido como Asa Hartford (Clydebank, 24 de outubro de 1950), é um ex-futebolista e treinador de futebol escocês.

## Carreira
Richard Asa Hartford nasceu em 24 de outubro de 1950 em Clydebank, Escócia. Asa se juntou ao West Bromwich Albion em 1966, tornando-se profissional em outubro de 1967 e fazendo sua estreia aos 17 anos.
Asa chegou ao City por £ 225.000, vindo do West Brom, no verão de 1974. Um meio-campista forte e talentoso, ele estreou na vitória por 4 a 0 sobre o West Ham em agosto de 1974 e marcou o gol da vitória em seu segundo jogo contra o Spurs.
Na temporada seguinte, Asa foi a única constante no time, com seu papel como líder e uma força criativa crucial. Ele assumiu a responsabilidade adicional em seu passo e terminou a temporada como o terceiro maior artilheiro do City na liga com nove gols, marcando cinco em quatro jogos durante um período. Ele também foi influente no progresso do City para a final da Copa da Liga de 1976, jogando em todos os oito empates e pegando sua primeira medalha de vencedor na final.
A terceira temporada de Asa foi sem dúvida a sua melhor, já que ele reuniu os jovens Paul Power, Gary Owen e Peter Barnes em um meio-campo formidável que só foi superado pelo Liverpool, que conquistou o título da liga sobre o City por apenas um ponto.
Os fãs tinham levado Asa ao coração porque ele era um jogador que nunca dava menos do que o seu melhor, e ele era uma mistura incomum de habilidade e agressividade. Ele era, sem dúvida, um dos melhores meio-campistas de sua geração, embora nem sempre recebesse o crédito que merecia.
Em sua quarta temporada, o City terminou em quarto lugar e Asa estava no auge de sua carreira, tanto que jogou pela Escócia na final da Copa do Mundo de 1978, na Argentina.
Em sua quinta temporada no clube, Asa marcou gols vitais na corrida da Copa da UEFA, incluindo um contra o AC Milan. No final da temporada 1978/79, no entanto, ele foi transferido para o Nottingham Forest, onde ficou infamemente apenas algumas semanas sob o comando de Brian Clough antes de ir para o Everton.
Depois de apenas alguns anos fora, John Bond recontratou Asa, que voltou a vestir a camisa número 10 como se nunca tivesse estado fora. Ele jogou mais 68 jogos da liga pelo Clube, mas não conseguiu impedir que o City fosse rebaixado em 1983.
Fatos/histórias notáveis:
Asa recebeu o nome em homenagem ao cantor favorito de seu pai, Al (Asa) Jolson, e ele foi reprovado em um exame médico pelo Leeds United em 1971, quando foi descoberto que ele tinha um buraco no coração.
Carreira internacional: Hartford jogou pela Escócia, somando 50 convocações entre 1972 e 1982.
Depois de deixar o City, Asa se juntou ao Norwich City, Bolton Wanderers e Oldham Athletic antes de assumir um papel no Stockport County em 1987 como jogador/técnico, mudando-se para o Shrewsbury Town em 1990.
Asa retornou ao Manchester City em 1995 como assistente técnico e continuou a oferecer sua experiência como técnico do time reserva até 2005.
Desde então, ele continuou a fornecer experiência de treinamento para Blackpool, Accrington Stanley e Birmingham City.